# Einhunderttausend-US-Dollar-Banknote

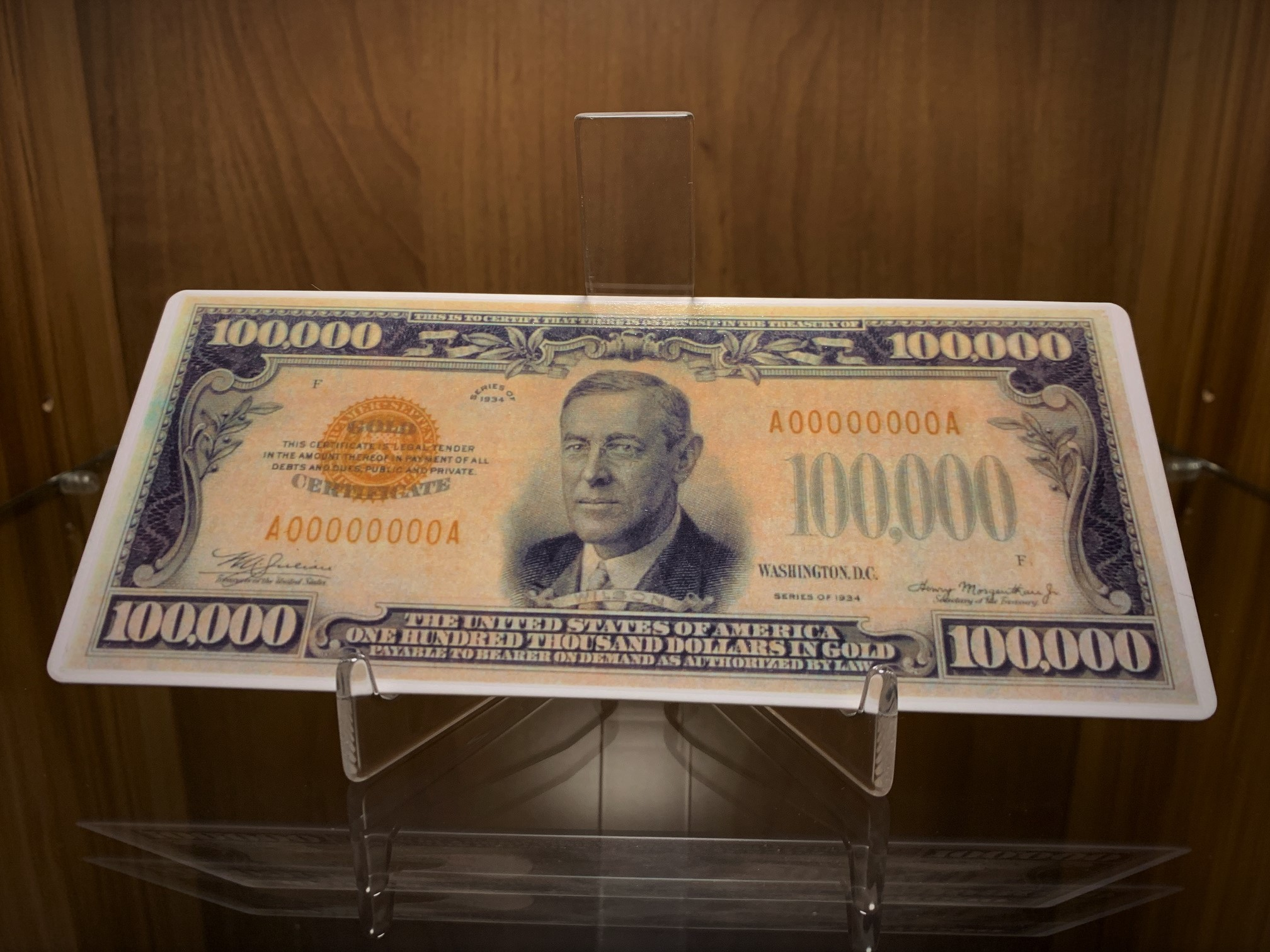
100.000 US-Dollar Note aus dem Jahr 1934 aus Porzellan.

Die Einhunderttausend-US-Dollar-Banknote ist eine Stückelung der Währung der Vereinigten Staaten von Amerika, die Woodrow Wilson auf dem Avers zeigt. Die Banknote wurde nie in den öffentlichen Verkehr gebracht.

## Hintergrund
Die 100.000-US-Dollar-Banknoten wurden vom 18. Dezember 1934 bis zum 9. Januar 1935 als Gold-Certificate gedruckt und vom Schatzmeister der Vereinigten Staaten an die Federal Reserve Bank ausschließlich gegen Goldbarren ausgegeben. Diese Banknoten wurden für Transaktionen zwischen Banken verwendet und nicht an die Öffentlichkeit ausgegeben. Der Hintergrund war, dass es zu einer Zeit, als Banküberweisungen noch nicht elektronisch getätigt wurden, für die damaligen Banker einfacher war, große Summen mit Hilfe des 100.000-Dollar-Scheins bei Geldübertragungen von einer Zentralbank zu einer anderen Zentralbank zu befördern. Jedoch ist die 100.000-Dollar-Note ein offizielles Zahlungsmittel, welches bis heute seine Gültigkeit hat.
Der Druck wurde 1945 wieder eingestellt und die Scheine nach und nach aus dem Verkehr gezogen. Heute gibt es nur noch einige wenige Stücke in Museen oder als Sammlerrarität in Privatbesitz.